# Hadmar I. von Kuenring

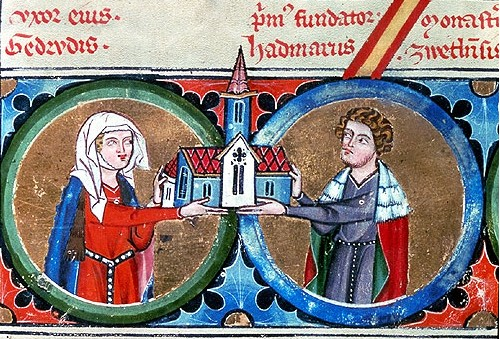
Hadmar I. und Gertrude. Detail aus dem Kuenringer-Stammbaum, fol. 8r der Zwettler „Bärenhaut“

Hadmar I. von Kuenring († 27. Mai 1138) aus dem Geschlecht der Kuenringer, auch Hademar genannt, war ein Ministerialadeliger in Ostarrîchi.

## Leben
Der erstmals 1125 genannte Hadmar war Sohn von Rizzo (auch Nizzo) und somit ein Enkel von Azzo von Gobatsburg, dem Stammvater der Kuenringer. Er erbaute in der ersten Hälfte des 12. Jahrhunderts an der Stelle, an der sein Großvater Ende des 11. Jahrhunderts eine Kapelle errichtet hatte, die Stammburg der Kuenringer im heutigen Kühnring und war der erste aus dem Geschlecht, der auch den Namenszusatz „von Kuenring“ trug, der erstmals 1132 überliefert ist.
In der zweiten Hälfte des 12. Jahrhunderts erbaute er die Burg Dürnstein in einem Gebiet, das sein Großvater zuvor vom Kloster Tegernsee erworben hatte und die später dadurch bekannt wurde, dass von Dezember 1192 bis März 1193 dort Richard Löwenherz gefangen gehalten wurde.
Zur Zeit Hadmars waren die Kuenringer Ministerialen der Babenberger mit Herrschaftsschwerpunkten im Waldviertel und in der Wachau zwischen Aggstein und Dürnstein und pflegten enge Beziehungen zum Kloster Göttweig. Hadmar gehörte zum engeren Umfeld des Markgrafen Leopold III. und fungierte mehrmals als Zeuge bei landesfürstlicher Schenkungen.
Er war mit Gertrude von Wildon verheiratet und gründete mit ihr zusammen 1138 das Zisterzienserstift Zwettl. Er folgte damit dem Vorbild Leopolds III., der 1133 die Zisterze Heiligenkreuz gegründet hatte. Zur Gründung hatte Hadmar sicherlich die Zustimmung des Markgrafen Leopold IV. und des Generalkapitels von Citeaux. Letztere hatte er vermutlich Otto, dem Bruder von Leopold IV. zu verdanken, der damals Abt der Zisterze Morimond war. Die Stiftung erlangte die volle Rechtssicherheit aber erst im Oktober 1139 mit der Bestätigung durch König Konrad III. Am 27. Februar 1140 erfolgte dann auch die Bestätigung der Stiftung durch Papst Innozenz II., der sie damit unter seinen Schutz stellte. Hadmar dürfte vermutlich den Baubeginn nicht mehr erlebt haben. Als er im Mai 1138 starb, war der Erfolg seiner Gründung noch unsicher, sodass er sich in Göttweig begraben ließ. Da seine Stiftung Sicherheiten benötigte, soll er ihr 300 Pfund vermacht haben.
Nach seinem Tod fiel die Burg Kühnring an Albero III. von Kuenring und wurde zur Stammburg der Kuenringer.